# Влошчовски окръг
Влошчовски окръг (на полски: Powiat włoszczowski) е окръг в Югоизточна Полша, Швентокшиско войводство. Заема площ от 907,86 км2. Административен център е град Влошчова.

## География
Окръгът се намира в историческия регион Малополша. Разположен е в западната част на войводството.

## Население
Населението на окръга възлиза на 46 711 души (2012 г.). Гъстотата е 51 души/км2.

## Административно деление
Административно окръгът е разделен на 6 общини.
Градско-селска община:
- Община Влошчова

Селски общини:
- Община Ключевско
- Община Красочин
- Община Москожев
- Община Радков
- Община Сецемин

## Фотогалерия
- Влошчова
- Красочин
- Москожев
- Сецемин